# Videogiochi di Naruto
Segue un elenco in ordine cronologico dei videogiochi tratti dalla serie manga ed anime Naruto.
| Titolo | Piattaforma                                                                                          | Data di uscita |
| --- | --- | --- |
| Naruto: Clash of Ninja (NARUTO -ナルト- 激闘忍者大戦!?, Naruto: Gekitou Ninja Taisen)                                                                                              | GameCube                                                                                             | 19 dicembre 2002 17 novembre 2005 |
| Naruto: Konoha Ninpōchō (ナルト-木ノ葉忍法帖?) | WonderSwan Color                                                                                     | 27 marzo 2003 |
| Naruto: Ninja Council (ＮＡＲＵＴＯ－ナルト- 忍術全開! 最強忍者大結集?, Naruto: Ninjutsu Zenkai! Saikyō Ninja Daikesshū)                                                           | Game Boy Advance                                                                                     | 1º maggio 2003 7 marzo 2006 |
| Naruto: Shinobi no Sato no Jintori Kassen (ナルト- 忍の里の陣取り合戦?) | PlayStation                                                                                          | 26 giugno 2003 |
| Naruto: Konoha Senki (ナルト- 木ノ葉戦記?) | Game Boy Advance                                                                                     | 12 settembre 2003 |
| Naruto: Ultimate Ninja (ＮＡＲＵＴＯ－ナルト－ ナルティメットヒーロー?, Naruto: Narutimetto Hīrō)                                                                                  | PlayStation 2                                                                                        | 23 ottobre 2003 12 giugno 2006 30 novembre 2006 |
| Naruto: Clash of Ninja 2 (ナルト-激闘忍者大戦! 2?, Naruto: Gekitō Ninja Taisen! 2)                                                                                                 | GameCube                                                                                             | 4 dicembre 2003 26 settembre 2006 24 novembre 2006 |
| Naruto: Ninja Council 2 (ＮＡＲＵＴＯ－ナルト- 最強忍者大結集2?, Naruto: Saikyō Ninja Daikesshu 2)                                                                                 | Game Boy Advance                                                                                     | 29 aprile 2004 10 ottobre 2006 |
| Naruto: Path of the Ninja (ナルト- RPG~受けつがれし火の意志?, Naruto RPG: Uketsugareshi Hi no Ishi)                                                                                | Game Boy Advance, Nintendo DS                                                                        | 22 luglio 2004 23 ottobre 2007 |
| Naruto: Ultimate Ninja 2 (ＮＡＲＵＴＯ－ナルト－ ナルティメットヒーロー２?, Naruto: Narutimetto Hīrō 2)                                                                            | PlayStation 2                                                                                        | 30 settembre 2004 26 giugno 2007 19 ottobre 2007 |
| Naruto: Gekitō Ninja Taisen! 3 (ナルト-激闘忍者大戦! 3?) | GameCube                                                                                             | 20 novembre 2004 |
| Naruto: Ninja Council 2 European Version (ＮＡＲＵＴＯ－ナルト- 最強忍者大結集3 for DS?, Naruto: Saikyō Ninja Daikesshu 3 for DS)                                                  | Nintendo DS                                                                                          | 21 aprile 2005 3 ottobre 2008 |
| Naruto RPG 2: Chidori vs. Rasengan (ナルト- RPG2 千鳥VS螺旋丸?, Naruto RPG 2: Chidori vs. Rasengan)                                                                                | Nintendo DS                                                                                          | 14 luglio 2005 |
| Naruto: Uzumaki Chronicles (ナルト-うずまき忍伝?, Naruto: Uzumaki Ninden) | PlayStation 2                                                                                        | 18 agosto 2005 14 novembre 2006 25 maggio 2007 |
| Naruto: Gekitō Ninja Taisen! 4 (ナルト-激闘忍者大戦! 4?) | GameCube                                                                                             | 21 novembre 2005 |
| Naruto: Ultimate Ninja 3 (ＮＡＲＵＴＯ－ナルト－ナルティメットヒーロー3?, Naruto: Narutimetto Hīrō 3)                                                                              | PlayStation 2                                                                                        | 22 dicembre 2005 25 marzo 2008 15 settembre 2008 |
| Naruto: Ultimate Ninja Heroes | PSP                                                                                                  | 28 agosto 2007 14 settembre 2007 |
| Naruto: Ultimate Ninja Heroes 2: The Phantom Fortress (ＮＡＲＵＴＯ－ナルト－ ナルティメットポータブル 無幻城の巻?, Naruto: Narutimetto Pōtaburu - Mugenjō no Maki)                | PSP                                                                                                  | 30 marzo 2006 24 giugno 2008 11 luglio 2008 |
| Naruto: Ninja Council European Edition (ＮＡＲＵＴＯ－ナルト- 最強忍者大結集4 DS?, Naruto: Saikyō Ninja Daikesshu 4 DS)                                                            | Nintendo DS                                                                                          | 27 aprile 2006 22 maggio 2007 5 ottobre 2007 |
| Naruto: Path of the Ninja 2 (ナルト- RPG3 霊獣VS木の葉小隊?, Naruto - RPG 3 Reijū VS Konoha Shōtai)                                                                                | Nintendo DS                                                                                          | 13 luglio 2006 15 ottobre 2008 |
| Naruto: Uzumaki Chronicles 2 (ナルト-木ノ葉スピリッツ!!?, Naruto: Konoha Supirittsu!!)                                                                                             | PlayStation 2                                                                                        | 16 novembre 2006 4 settembre 2007 7 marzo 2008 |
| Naruto: Ninja Destiny (ナルト- 忍列伝?, Naruto: Shinobi Retsuden) | Nintendo DS                                                                                          | 14 dicembre 2006 20 marzo 2008 15 febbraio 2008 |
| Naruto Shippūden: Gekitō Ninja Taisen! EX (ナルト 疾風伝 激闘忍者大戦! EX?) | Wii                                                                                                  | 22 febbraio 2007 |
| Naruto Shippuden: Ultimate Ninja 4 (ＮＡＲＵＴＯ－ナルト－ 疾風伝 ナルティメットアクセル?, Naruto Shippūden: Narutimetto Akuseru)                                                  | PlayStation 2                                                                                        | 5 aprile 2007 24 marzo 2009 1º maggio 2009 |
| Naruto Shippuden: Ninja Council 4 (ＮＡＲＵＴＯ－ナルト- 疾風伝 最強忍者大結集5 決戦!“暁”?, Naruto Shippūden: Saikyō Ninja Daikesshū 5 Kessen! "Akatsuki")                         | Nintendo DS                                                                                          | 19 luglio 2007 2 giugno 2009 |
| Naruto: Clash of Ninja Revolution | Wii                                                                                                  | 23 ottobre 2007 28 marzo 2008 |
| Naruto: Rise of a Ninja | Xbox 360                                                                                             | 30 ottobre 2007 2 novembre 2007 1º novembre 2007 |
| Naruto Shippūden: Gekitō Ninja Taisen! EX 2 (ナルト 疾風伝 激闘忍者大戦! EX 2?) | Wii                                                                                                  | 29 novembre 2007 |
| Naruto Shippuden: Ultimate Ninja 5 (ＮＡＲＵＴＯ－ナルト－ 疾風伝 ナルティメットアクセル２?, Naruto Shippuden: Narutimetto Akuseru 2)                                              | PlayStation 2                                                                                        | 20 dicembre 2007 27 novembre 2009 3 dicembre 2009 |
| Naruto Shippūden: Dairansen! Kage Bunshin Emaki (ナルト- 疾風伝 大乱戦!影分身絵巻 特典 影分身クリーナー付き?)                                                                      | Nintendo DS                                                                                          | 14 febbraio 2008 |
| Naruto Shippuden: Ninja Destiny 2 (ナルト- 疾風伝 忍列伝II?, Naruto Shippūden: Shinobi Retsuden 2)                                                                                 | Nintendo DS                                                                                          | 24 aprile 2008 15 settembre 2009 3 aprile 2009 |
| Naruto Shippuden: Naruto vs Sasuke (ＮＡＲＵＴＯ－ナルト- 疾風伝 最強忍者大結集 激突！！ナルトＶＳサスケ?, Naruto Shippūden: Saikyō Ninja Daikesshu Gekitotsu!! Naruto vs. Sasuke) | Nintendo DS                                                                                          | 10 luglio 2008 16 novembre 2010 |
| Naruto: Clash of Ninja Revolution 2 | Wii                                                                                                  | 21 ottobre 2008 13 febbraio 2009 |
| Naruto: The Broken Bond | Xbox 360                                                                                             | 18 novembre 2008 20 novembre 2008 |
| Naruto Shippūden: Gekitō Ninja Taisen! EX 3 (ナルト 疾風伝 激闘忍者大戦! EX 3?) | Wii                                                                                                  | 27 novembre 2008 |
| Naruto: Ultimate Ninja Storm (ＮＡＲＵＴＯ－ナルト－ナルティメットストーム?, Naruto: Narutimetto Sutōmu)                                                                           | PlayStation 3                                                                                        | 15 gennaio 2009 4 novembre 2008 7 novembre 2008 |
| Naruto Shippuden: Shinobi Retsuden 3 (ナルト- 疾風伝 忍列伝III?) | Nintendo DS                                                                                          | 28 aprile 2009 |
| Naruto Shippūden: Legends: Akatsuki Rising | PSP                                                                                                  | 6 ottobre 2009 24 settembre 2009 |
| Naruto Shippuden: Clash of Ninja Revolution 3 | Wii                                                                                                  | 17 novembre 2009 9 aprile 2010 |
| Naruto Shippuden: Dragon Blade Chronicles (ナルト- 疾風伝 龍刃記?, Naruto Shippūden: Ryūjinki)                                                                                     | Wii                                                                                                  | 26 novembre 2009 12 novembre 2010 19 novembre 2010 |
| Naruto Shippuden: Ultimate Ninja Heroes 3 (ＮＡＲＵＴＯ－ナルト－ 疾風伝 ナルティメットアクセル３?, Naruto Shippūden: Narutimetto Akuseru 3)                                       | PSP                                                                                                  | 10 dicembre 2009 11 maggio 2010 14 maggio 2010 |
| Naruto Shippuden: Shinobi Rumble (ＮＡＲＵＴＯ－ナルト- 疾風伝 忍術全開!チャクラッシュ!!?, Naruto Shippūden: Ninjutsu Zenkai! Chakrash!!)                                          | Nintendo DS                                                                                          | 22 aprile 2010 8 febbraio 2011 |
| Naruto Shippuden: Kizuna Drive (ナルト- 疾風伝 キズナドライブ?, Naruto - Shippūden Kizuna Doraibu)                                                                                 | PSP                                                                                                  | 15 luglio 2010 22 marzo 2011 25 marzo 2011 |
| Naruto Shippuden: Ultimate Ninja Storm 2 (ＮＡＲＵＴＯ－ナルト－ 疾風伝ナルティメットストーム2?, Naruto Shippuden: Narutimate Storm 2)                                             | PlayStation 3, Xbox 360                                                                              | 21 ottobre 2010 19 ottobre 2010 15 ottobre 2010 |
| Naruto Shippūden: Gekitō Ninja Taisen! EX Special (ナルト 疾風伝 激闘忍者大戦! EX Special?)                                                                                        | Wii                                                                                                  | 2 dicembre 2010 |
| Naruto Shippuden 3D: The New Era (ナルト- 疾風伝 忍立体絵巻!最強忍界決戦!?, Naruto Shippūden: Nin Rittai Emaki Saikyō Ninkai Kessen)                                               | Nintendo 3DS                                                                                         | 31 marzo 2011 24 giugno 2011 |
| Naruto Shippuden: Ultimate Ninja Impact (Naruto Shippuden: Narutimetto Inpakuto?, ＮＡＲＵＴＯ-ナルト- 疾風伝 ナルティメットインパクト)                                            | PSP                                                                                                  | 20 ottobre 2011 18 ottobre 2011 11 novembre 2011 |
| Naruto Shippuden: Ultimate Ninja Storm Generations (NARUTO－ナルト－疾風伝 ナルティメットストーム ジェネレーション?, Naruto Shippuden: Narutimate Storm Generations)               | PlayStation 3, Xbox 360                                                                              | 23 febbraio 2012 13 marzo 2012 30 marzo 2012 |
| Naruto Powerful Shippuden (ナルト-SD バワフル 疾風伝?, Naruto SD Pawafuru Shippūden)                                                                                               | Nintendo 3DS                                                                                         | 29 novembre 2012 5 marzo 2013 18 marzo 2013 |
| Naruto Shippuden: Ultimate Ninja Storm 3 (NARUTO-ナルト- 疾風伝 ナルティメットストーム3?, Naruto Shippuden: Narutimate Storm 3)                                                    | PlayStation 3, Xbox 360                                                                              | 18 aprile 2013 5 marzo 2013 8 marzo 2013 |
| Naruto Shippuden: Ultimate Ninja Storm 3 Full Burst (NARUTO-ナルト- 疾風伝 ナルティメットストーム3 FULL BURST?, Naruto Shippuden: Narutimate Storm 3 Full Burst)                   | PlayStation 3, Xbox 360, Microsoft Windows                                                           | 24 ottobre 2013 22 ottobre 2013 31 gennaio 2014 |
| Naruto Shippūden: Ultimate Ninja Storm Revolution (NARUTO-ナルト- 疾風伝 ナルティメットストーム レボリューション?, Naruto Shippuden: Narutimate Storm Revolution)                  | PlayStation 3, Xbox 360, Microsoft Windows                                                           | 11 settembre 2014 16 settembre 2014 12 settembre 2014                                                                                                 |
| Naruto Shippuden: Ultimate Ninja Storm 4 (NARUTO-ナルト- 疾風伝 ナルティメットストーム4?, Naruto Shippuden: Narutimate Storm 4)                                                    | PlayStation 4, Xbox One, Microsoft Windows, Nintendo Switch                                          | 4 febbraio 2016, 23 aprile 2020 (Nintendo Switch) 9 febbraio 2016, 24 aprile 2020 (Nintendo Switch) 4 febbraio 2016, 24 aprile 2020 (Nintendo Switch) |
| Naruto X Boruto: Ultimate Ninja Storm Connections (N A R U T O X B O R U T O ナルティメットストームコネクションズ??, Naruto X Boruto Narutimate Storm Connections)                 | PlayStation 4, PlayStation 5, Xbox One, Xbox Series X e Series S, Nintendo Switch, Microsoft Windows | 16 novembre 2023 17 novembre 2023 |